# 梶田直
梶田 直（かじた すなお、1956年(昭和31年)1月27日 - ）は、日本の実業家。K&Oエナジーグループ株式会社社長。

## 経歴
- 1956年（昭和31年）1月27日 - 東京都に生まれる[2]。

- 1978年（昭和53年）3月 - 中央大学法学部卒業[2]。
- 1978年（昭和53年）4月 - 関東天然瓦斯開発株式会社入社。
- 2003年（平成15年）7月 - 営業部長。
- 2005年（平成17年）3月 - 取締役営業部長。
- 2009年（平成21年）3月 - 大多喜ガス株式会社取締役営業本部長オータキ産業株式会社代表取締役社長。
- 2012年（平成24年）3月 - 大多喜ガス株式会社常務取締役営業本部長オータキ産業株式会社代表取締役社長。
- 2013年（平成25年）3月 - 大多喜ガス株式会社常務取締役営業本部長。
- 2014年（平成26年）1月 - 常務取締役常務執行役員関東天然瓦斯開発株式会社代表取締役社長常務執行役員。
- 2015年（平成27年）3月 - 代表取締役社長社長執行役員(現任)。代表取締役社長渡部均社長は退任。[1][2]